# John Vassos

John Vassos (1930)

John Vassos (geb. John Plato Vassacopoulos) (* 23. Oktober 1898 in Konstantinopel; † 6. Dezember 1985 in Norwalk, Connecticut, USA) war ein US-amerikanischer Industriedesigner, Grafiker und Buchillustrator griechischer Herkunft.

## Leben
John Vassos wurde als Sohn griechischer Eltern in Konstantinopel geboren. Sein Vater war Direktor einer Privatschule und Herausgeber einer lokalen griechischen Zeitung. Vassos absolvierte seine Schulausbildung am Hatzichristou-Gymnasium sowie am Robert College, einer von Amerikanern geleiteten Privatschule in Konstantinopel. Mehrere Jahre lang zeichnete er politische Karikaturen für eine andere griechische Zeitung als die, die sein Vater herausgab. Als er 16 Jahre alt war, verspottete er in einer seiner Karikaturen den türkischen Senat, woraufhin ein Kopfgeld auf ihn ausgesetzt wurde. Bevor er verhaftet werden konnte, heuerte er als Deckshelfer auf einem britischen Handelsschiff an. Zu dieser Zeit hatte der Erste Weltkrieg gerade in Europa begonnen. Während des Krieges arbeitete Vassos auf Truppentransportschiffen, die bis nach Ostasien fuhren, um Soldaten nach Europa zu bringen. Er diente auf Kohlefrachtern und Minensuchbooten in der Nordsee und wurde einmal versenkt. Schließlich kam er im Jahr 1919 an Bord eines Schiffes, das Schrott transportierte, im Hafen von Boston an. In Boston arbeitete er zunächst als Fensterputzer und dann als Schildermaler. Sein lebhafter grafischer Stil erregte Aufmerksamkeit. Das stärkte sein Selbstvertrauen und gab ihm das Gefühl, dass er es als Künstler schaffen könnte. Während dieser Zeit besuchte er Abendkurse an der Fenway Art School, wo er bei John Singer Sargent studierte. Zudem arbeitete Vassos als Assistent des Bühnenbildners für die Ziegfeld Follies und setzte dies nach seiner Ankunft in New York fort.

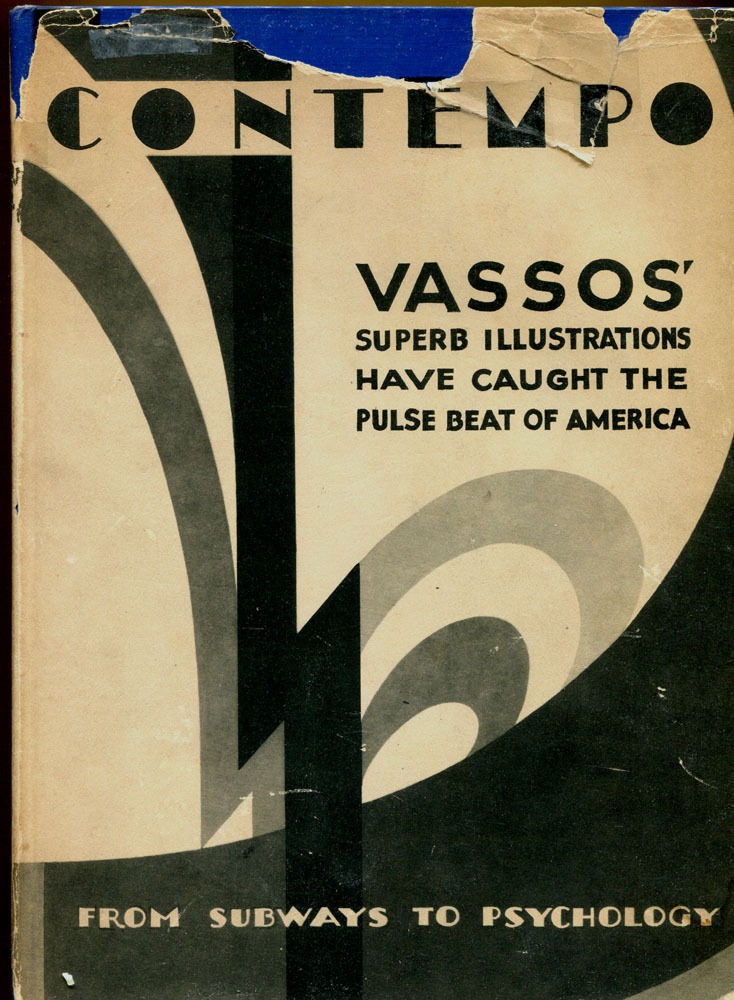
Cover von Contempo von John und Ruth Vassos, 1929, E.P. Dutton

John Vassos begann Bilder für Filmstudios zu machen und gestaltete dann Plakate. Bald arbeitete er für Zeitschriften wie Vogue und Harper’s Bazaar und gestaltete Anzeigen für die Geschäfte an der Fifth Avenue. Er schuf eine Serie von Parfümwerbungen für Bonwit Teller. Im Art Center stellte er seine Arbeiten aus, darunter eine bemerkenswerte Serie für Cammeyer-Schuhe. 
In New York arbeitete er außerdem am Theater, entwarf Bühnenbilder für die Billy-Rose-Shows – einige dieser Kunstwerke sind in Vassos  retrospektivem Werk Contempo, Phobia  zu finden – und gestaltete Wandgemälde für einige der Kinopaläste in Manhattan, darunter das Rialto und das Rivoli. Außerdem gestaltete er Schaufenster für die Kaufhäuser Macy’s und Saks. Seine Frau Ruth, geborene Carriere, die er 1924 kennengelernt hatte, arbeitete als Modeberaterin bei Saks. Sie arbeiteten als Team an einigen seiner Bücher. Im Jahr 1926 illustrierte er ein Programm für die Aufführung von Oscar Wildes Salome für eine griechische Gesellschaft. 
John Vassos war auch an der Gründung der Silvermine Guild of Artists in New Canaan, Connecticut, beteiligt. Für diese Künstlergruppe, die die Kunstformen Malerei, Bildhauerei, Theater, Musik und Tanz umfasste, entwarf er das Logo. Parallel zu seiner grafischen und theatralischen Arbeit war Vassos auch als Designer tätig. Er entwarf u. a. eine Cremeflasche für Armand Products, deren Verkauf sich durch das Design um 400 Prozent steigerte. Die Flasche hatte einen Schraubverschluss – einen der ersten während der Prohibition.

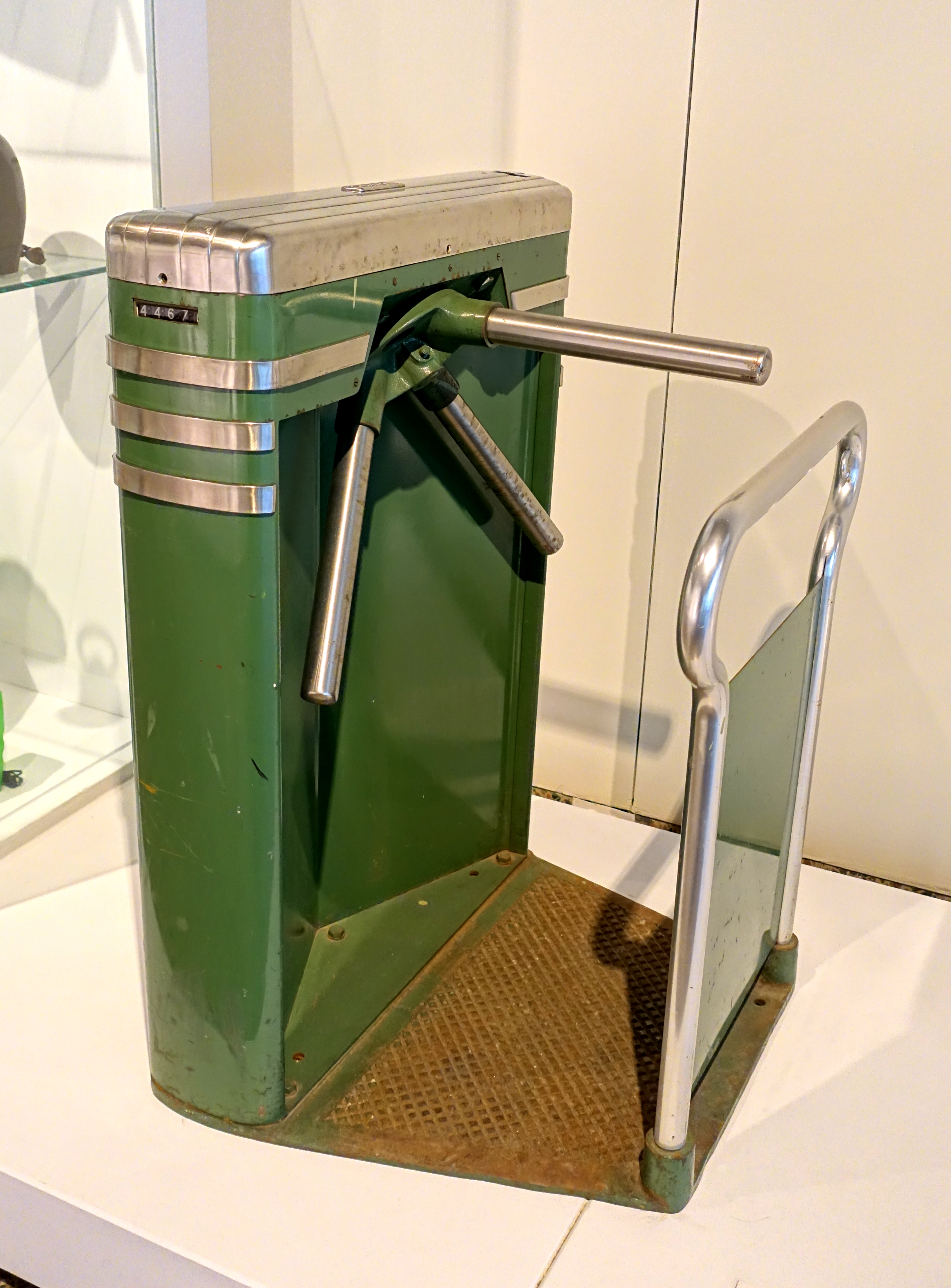
Drehkreuz von John Vassos, hergestellt von Perey Turnstiles, Vereinigte Staaten, um 1932, aus Eisen, Emaille und verchromtem Metall. Montreal Museum of Fine Arts, Montreal, Kanada

Er arbeitete für Wallace Silversmiths (Tafelbesteck), Waterman (Füllfederhalter), Montgomery Ward (Kochherde), Remington (Schusswaffen) und Hohner (Mundharmonikas). Eine seiner langlebigsten Gestaltungen war die Überarbeitung des Perey-Drehkreuzes: Vassos verkleidete die propellerartigen Arme und die massige Basis mit Metallgehäusen. Später entwickelte er das automatische Drehkreuz „Passimeter“ mit drei geradlinig bewegten Armen. Dieses Modell wurde 1933 auf der Weltausstellung Century of Progress in Chicago vorgestellt und wird bis heute produziert.
Vassos arbeitete über 38 Jahre lang als Designberater für die Radio Corporation of America (RCA). Er gestaltete frühe Radiogeräte der Firma mit einem funktionalen Ansatz und vermied übermäßige Verzierungen. Seine Radiogehäuse im Art-déco-Stil ersetzten die bis dahin verbreitete „Kathedralenform“ und wurden durch kompakte Tischmodelle aus Kunststoff mit gebogenen Gittern und Drucktasten weiterentwickelt. Das Modell „New Yorker“ von 1939 besaß ein rechteckiges Gehäuse mit zentralem Lautsprecher und leitete visuell zur kommenden Fernsehtechnologie über. Neben der Gestaltung war Vassos auch in Marketing und Verkauf von RCA-Produkten eingebunden. Für RCA entwarf Vassos auch Phonographen, darunter den bekannten „RCA Victor Special“, der heute in mehreren Museen für dekorative Kunst zu finden ist. Das Gerät war in einem stromlinienförmigen Aluminiumkoffer untergebracht, mit Plattenfächern und teilweise rotem Samt ausgeschlagenem Innenraum.

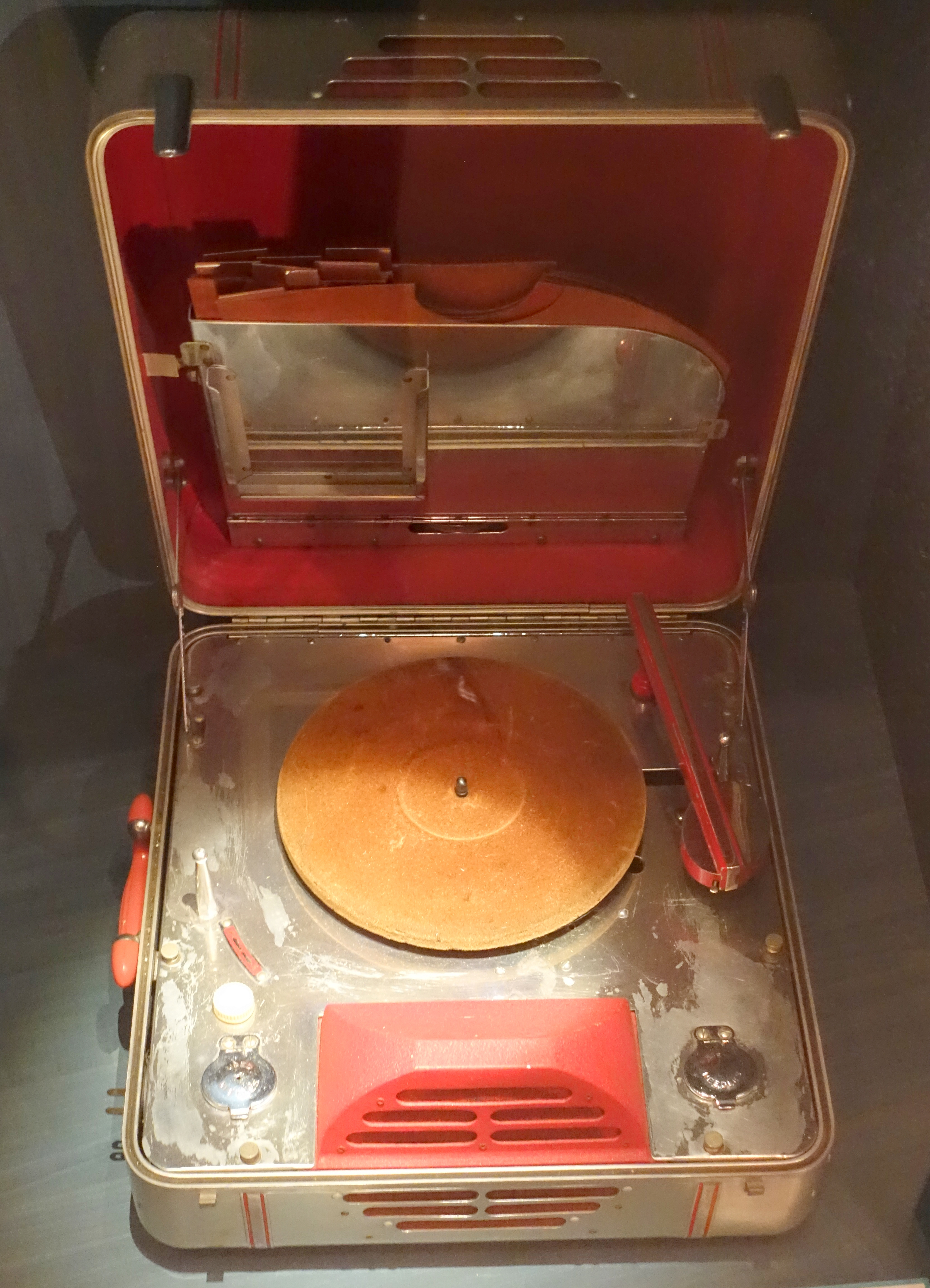
RCA Victor Special Phonograph, entworfen von John Vassos, um 1935. Museum of Science and Industry, Chicago

Zur Weltausstellung 1939 in New York präsentierte RCA in seinem Pavillon den von Vassos gestalteten Fernsehempfänger TRK-12 sowie eine transparente Version aus Lucite, genannt „Phantom TRK-12“, die das Innenleben des Geräts sichtbar machte. Neben Konsumgütern entwarf Vassos auch Studiotechnik wie Kameras und Mikrofone für RCA sowie Innenausstattungen von Studios. Zu seinen weiteren Innenarchitekturprojekten zählten das Atelier der Fotografin Margaret Bourke-White sowie zwei Restaurants in Manhattan: Nedick’s an der Ecke Broadway und 47th Street mit einer gebogenen Theke aus orangefarbenem Bakelitlaminat, und das Rismont Tea Room an Broadway und 38th Street. Während des Zweiten Weltkriegs arbeitete Vassos in der Tarnabteilung des Office of Strategic Services (OSS), einem Vorläufer der CIA, und leitete die Ausbildungseinheit des geheimdienstlichen Bereichs. Nach Kriegsende setzte er seine Tätigkeit bei RCA fort und arbeitete auch für andere Auftraggeber. Zu seinen späteren Entwürfen zählen das Constellation-Modell einer Musikbox für Mills Industries (1946), die heute als Sammlerstück gilt, sowie die Modernisierung von Kinos der United Artists. Im Rahmen des International Trade Fair Program der US-Regierung gestaltete er zudem Pavillons für Messen in Karachi und Neu-Delhi. 1955 wurde John Vassos mit der Medal of Merit des Industrial Design Institute ausgezeichnet.

## Werk

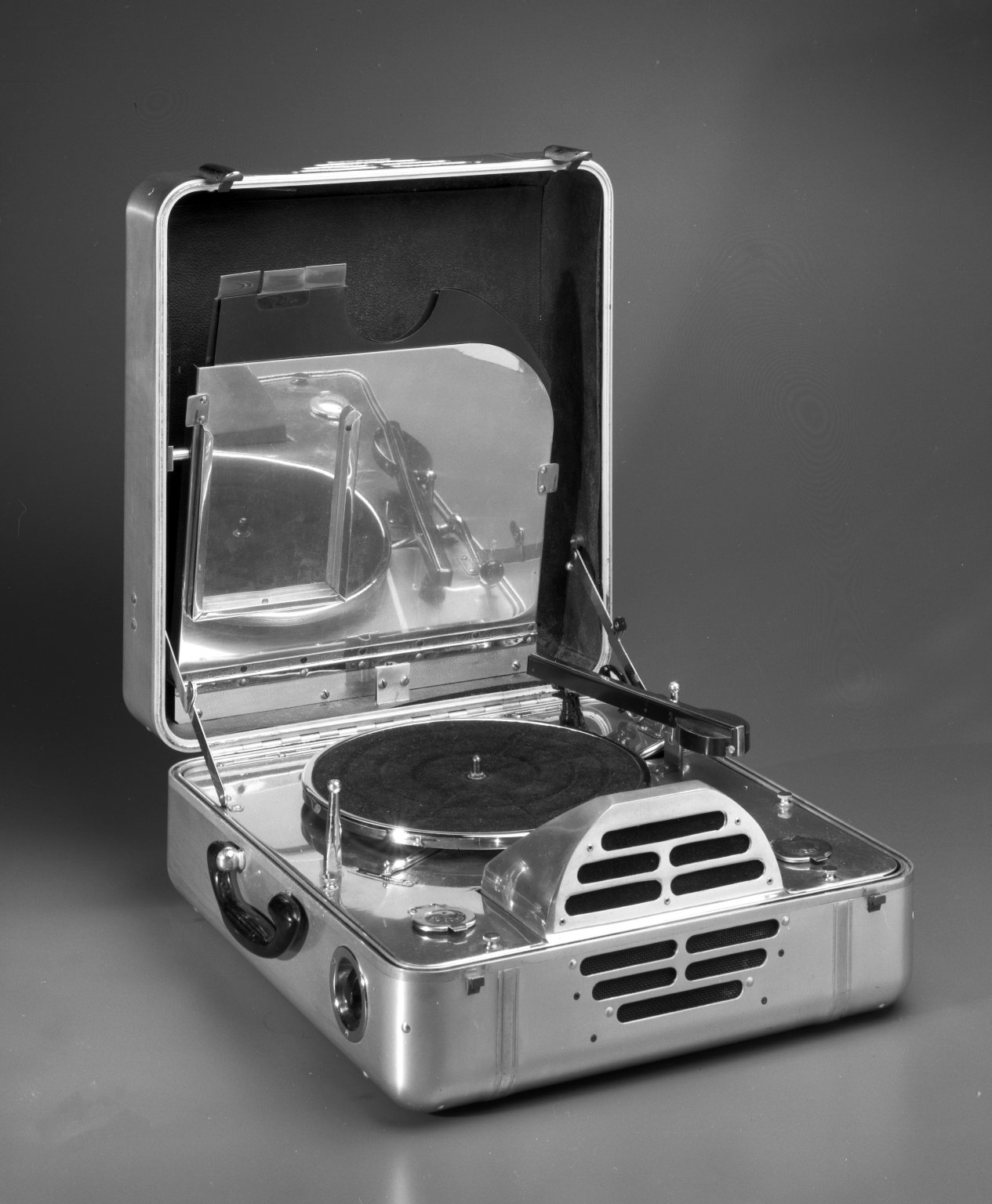
RCA Victor Special Portable Phonograph, um 1935, Aluminium, Kunststoff, Filz, Leder. Brooklyn Museum, New York

John Vassos gilt als Pionier des Art déco in der Buchillustration der 1920er- und 1930er-Jahre. Zu seinen bekanntesten Arbeiten zählen Illustrationen für Klassiker der Weltliteratur sowie avantgardistische Bücher wie Phobia, in dem er psychologische Ängste grafisch umsetzte. Als Industriedesigner entwarf er Produkte, die sich durch klare Linien, funktionale Eleganz und die frühe Verwendung moderner Materialien auszeichnen. Besonders bekannt wurde Vassos durch die Gestaltung von Radios und Fernsehern für RCA, die einen wichtigen Beitrag zum Industriedesign des 20. Jahrhunderts leisteten. Seine Arbeiten werden heute in bedeutenden Museen gesammelt, darunter dem Cooper Hewitt, Smithsonian Design Museum.